# Mario Gavranović
Mario Gavranović (Lugano, Suiza, 24 de noviembre de 1989) es un exfutbolista suizo que jugaba como delantero.

## Selección nacional
Fue internacional con la selección de fútbol de Suiza en 41 ocasiones en las que anotó 16 goles.
El 13 de mayo de 2014 el entrenador de la selección de Suiza, Ottmar Hitzfeld, incluyó a Gavranović en la lista oficial de 23 jugadores convocados para afrontar la Copa Mundial de Fútbol de 2014.
El 4 de junio de 2018 el seleccionador Vladimir Petković lo incluyó en la lista de 23 para el Mundial.

### Participaciones en Copas del Mundo
| Mundial                        | Sede   | Resultado        |
| ------------------------------ | ------ | ---------------- |
| Copa Mundial de Fútbol de 2014 | Brasil | Octavos de final |
| Copa Mundial de Fútbol de 2018 | Rusia  | Octavos de final |

## Clubes
| Club                   | País     | Año       |
| ---------------------- | -------- | --------- |
| A. C. Lugano           | Suiza    | 2006-2008 |
| Yverdon-Sport F. C.    | Suiza    | 2008      |
| Neuchâtel Xamax        | Suiza    | 2009-2010 |
| F. C. Schalke 04       | Alemania | 2010-2011 |
| 1. FSV Maguncia 05     | Alemania | 2011-2012 |
| F. C. Zürich           | Suiza    | 2012-2016 |
| H. N. K. Rijeka        | Croacia  | 2016-2018 |
| G. N. K. Dinamo Zagreb | Croacia  | 2018-2021 |
| Kayserispor            | Turquía  | 2021-2023 |

## Palmarés

### Títulos nacionales
| Título               | Club                   | País     | Año  |
| -------------------- | ---------------------- | -------- | ---- |
| Copa de Alemania     | F. C. Schalke 04       | Alemania | 2011 |
| Copa de Suiza        | F. C. Zürich           | Suiza    | 2014 |
| Prva HNL             | H. N. K. Rijeka        | Croacia  | 2017 |
| Copa de Croacia      | H. N. K. Rijeka        | Croacia  | 2017 |
| Prva HNL             | G. N. K. Dinamo Zagreb | Croacia  | 2018 |
| Copa de Croacia      | G. N. K. Dinamo Zagreb | Croacia  | 2017 |
| Prva HNL             | G. N. K. Dinamo Zagreb | Croacia  | 2019 |
| Supercopa de Croacia | G. N. K. Dinamo Zagreb | Croacia  | 2019 |
| Prva HNL             | G. N. K. Dinamo Zagreb | Croacia  | 2020 |
| Prva HNL             | G. N. K. Dinamo Zagreb | Croacia  | 2021 |
| Copa de Croacia      | G. N. K. Dinamo Zagreb | Croacia  | 2021 |